# لیلا رمضان
لیلا رمضان (زادهٔ ۱۹۸۳ در تهران) یک موسیقی‌دان و نوازنده پیانو اهل ایران و ساکن سوئیس است.
او بیشتر در فرانسه و سوئیس فعالیت می‌کند و با هنرمندانی چون سوتلانا ناواساردیان و جمشید شمیرانی همکاری داشته‌است. اجراهای او از رادیو بین‌المللی فرانسه و سی‌بی‌سی کانادا و چندین شبکه رادیویی مشهور دیگر پخش شده‌است.
او از سال ۲۰۱۴ مشغول تهیهٔ یک آلبوم موسیقی مبسوط، مشتمل بر ۴ لوح فشرده از «صد سال موسیقی ایران برای پیانو» بوده که توسط آرمونیا موندی توزیع خواهد شد و قسمت اول آن به نام «آهنگسازان ایرانی دههٔ ۱۹۵۰» در سال ۲۰۱۷ منتشر شد. نام سه سی‌دی دیگر، «پدران موسیقی ایرانی برای پیانو»، «علیرضا مشایخی، شهرزاد» و «نسل جدید آهنگ‌سازان ایران» است.
لیلا رمضان همچنین بنیان‌گذار و مدیر هنری «جایزه پیانوی باربد» در شیراز است که به نوازندگان جوان ایرانی اهدا می‌شود.